# Columbia megye (Washington)
Columbia megye az Amerikai Egyesült Államokban, azon belül Washington államban található. Megyeszékhelye és legnagyobb városa Dayton. Lakosainak száma 3952 fő (2020. április 1.).

## Szomszédos megyék
- Whitman megye (észak)
- Garfield megye (kelet)
- Wallowa megye (délkelet)
- Umatilla megye (délnyugat)
- Walla Walla megye (nyugat)
- Franklin megye (északnyugat)

## Népesség
A megye népességének változása:
| Lakosok száma | 4109 | 4017 | 3998 | 4032 | 3944 | 3952 |
|               | 2010 | 2011 | 2012 | 2013 | 2015 | 2020 |